# فارس الدين ميمون القصري
هو الأمير فارس الدين أبا سعد ميمون بن عبد الله القصري أحد الأمراء الأيوبيين، صاحب نابلس وخازندار الملك صلاح الدين الأيوبي. كان فارس الدين من أمراء الدولة الصلاحية، ومات في 13 رمضان سنة 610هـ.
أقطع السلطان الملك العزيز عماد الدين عثمان خليفة صلاح الدين الأيوبي على فلسطين ومصر نابلس إلى «فارس الدين ميمون القصري» في سنة 591 هـ، أي في السنة الثالثة من ولايته.
كان العادل في حياة أخيه صلاح الدين، تابعًا له تحت طاعته، ينقله في الولايات.. وبعد وفاة صلاح الدين، وقع بينه وبين أولاد أخيه خلافات، ولكن العادل الذي يعد من أكثر الناس سياسة وحزمًا تمكن بدهائه من أن يستقل بمصر سنة 596 هـ وبالشام سنة 598 هـ وملك بلاد اليمن سنة 612 هـ، وبذلك جمع كلمة المسلمين وجعلهم يدًا واحدة ليستعين بهم على استئصال شافة الفرنجة، ففي أثناء تثبيت ملكه بالشام خاصمه أبناء أخيه، الملك الظاهر والملك الأفضل، وتوجها إلى دمشق لأخذها. وإنضم إليهما فارس الدين ميمون القصري صاحب نابلس، الذي كان قد أنكر على العادل أعماله ضد بعض أولاد أخيه وحدثت بينهما مكاتبات خشنة. ولما بلغ العادل ذلك خرج مع عساكره من مصر، وأتى إلى سوريا، فأقام بنابلس مدة إلى أن سنحت الفرصة بإخراج خصومه من دمشق.
من آثار ميمون القصري المدرسة الميمونية عند باب الساهرة في القدس.